# 六氟合磷(V)酸四氯合磷(V)
六氟合磷(V)酸四氯合磷(V)是一种无机化合物，化学式为[PCl4][PF6]，由[PCl4]+和[PF6]−离子构成。

## 制备
将五氯化磷溶解在三氯化砷中，滴加三氟化砷，析出的白色晶体即为[PCl4][PF6]。

## 性质
该化合物可溶于乙腈，形成导电性良好的溶液，极微溶于三氯化砷、三氯化磷和三氯氧磷。它和过量三氟化砷反应，生成五氟化磷。该化合物在受热升华并分解，并有一部分转化为PF3Cl2。它的热分解产物是PF5和PCl4F。